# Fiamme (film 1941)
Fiamme (Lángok) è un film del 1941 diretto da László Kalmár.

## Trama
Barbara, una donna sposata, mentre si trova in vacanza in montagna, conosce Peter, un pianista di fama mondiale. I due si innamorano, ma la donna non riesce a sopportare la tensione che le provoca quella relazione.

## Produzione
Il film fu prodotto dalla Hunnia Filmstúdió e dalla Takács Film Kft.

## Distribuzione
Il film uscì nelle sale cinematografiche ungheresi il 23 ottobre 1941, in Svezia fu distribuito come Lidelsens melodi il 13 aprile 1942 e in Finlandia il 5 settembre 1943 con il titolo Rakkauden myrskyt.
In Italia, il film venne distribuito dalla Rex Film.